# مارگریت بارانکیتسه

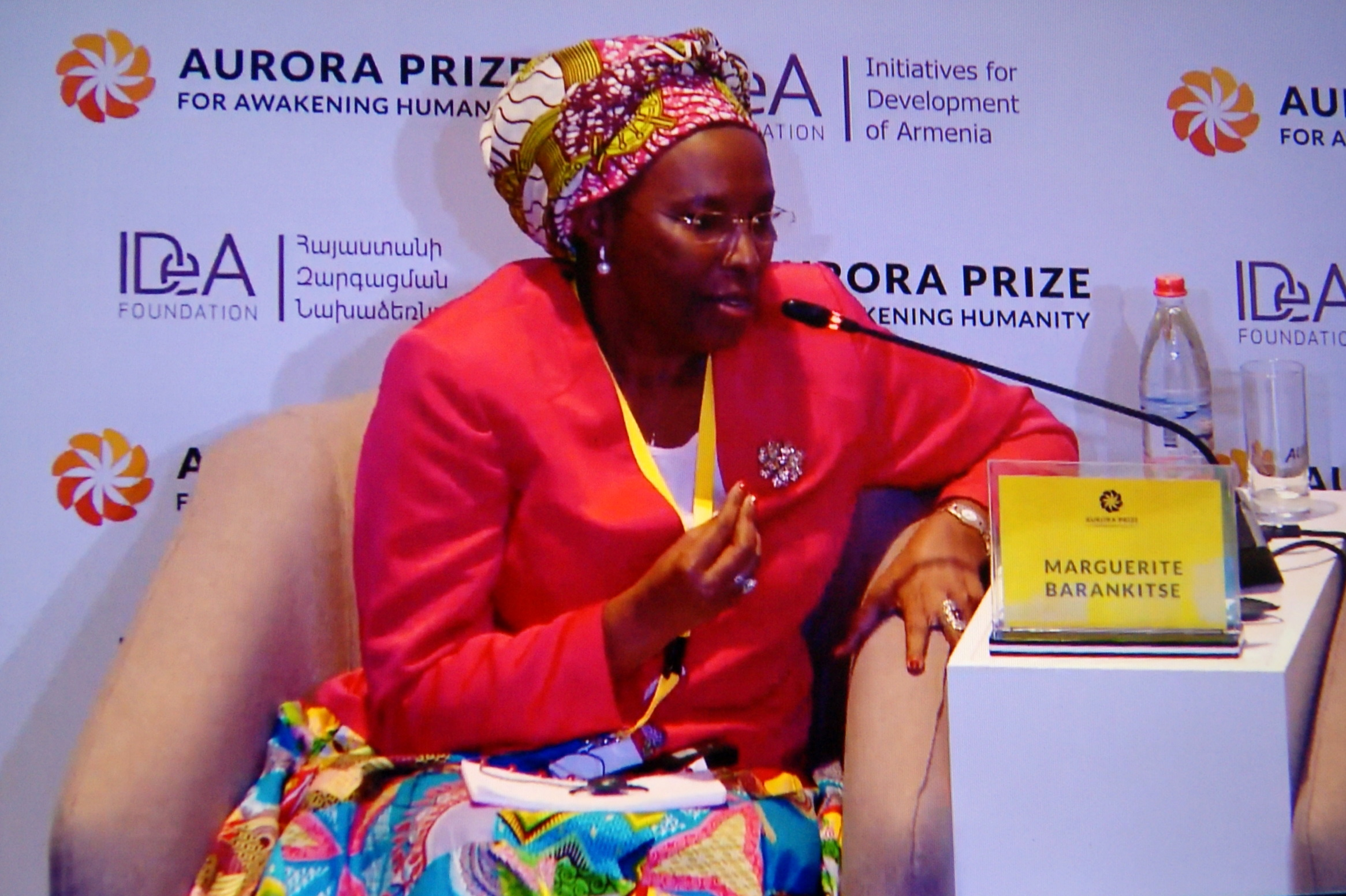
بارانکیتسه در یک مصاحبه مطبوعاتی در ماتناداران، قبل از دریافت جایزه آورورا

مارگریت (مگی) بارانکیتسه (انگلیسی: Marguerite Barankitse؛ زاده ۱۹۵۷ در روییگی، استان روییگی، بوروندی) یک فعال در امور بشردوستانه است که برای بهبود رفاه کودکان و به چالش کشیدن تبعیض قومی در بوروندی تلاش می‌کند. در همان زمانی که ۲۵ کودک را از یک قتل‌عام نجات داد، در سال ۱۹۹۳ مجبور بود شاهد درگیری بین هوتوها و توتسیها در کشورش باشد. او مزون شالوم (Maison Shalom) را تأسیس کرد، پناهگاهی که دسترسی به مراقبت‌های بهداشتی، آموزش و فرهنگ را برای بیش از ۲۰۰۰۰ کودک یتیم نیازمند فراهم می‌کرد. از بعد از آنکه او به سومین دوره ریاست‌جمهوری پیر انکورونزیزا اعتراض کرد، در تبعید زندگی می‌کند.
در طول ۲۶ سالی که مزون شالوم در بوروندی فعالیت کرد، به شبکه بزرگی برای مدارس، بیمارستان‌ها و خدمات بهداشتی در سراسر کشور تبدیل شد. هدف آن بهبود زندگی کودکان بوروندی از طریق توسعه یکپارچه و پایدار با هدف نهایی ایجاد صلح پایدار در این کشور بود. با این حال، در سال ۲۰۱۵ بارانکیتسه مجبور به فرار از کشور خود شد و مزون شالوم در یک بحران سیاسی فرورفت.

## زندگی‌نامه

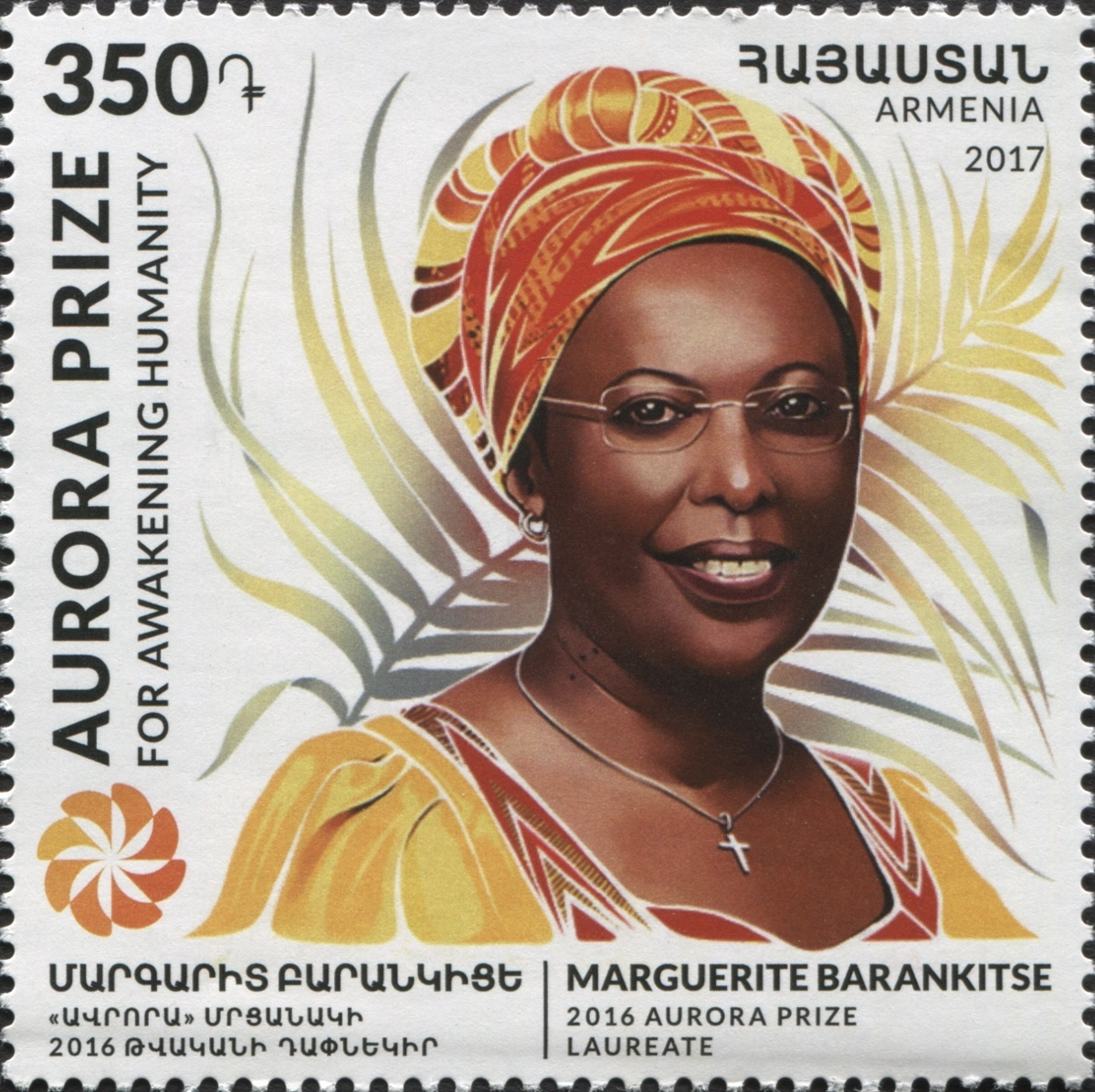
تصویر بارانکیتسه بر روی یک تمبر ارمنستان در سال ۲۰۱۷

مارگریت «مگی» بارانکیتسه در سال ۱۹۵۷ در روییگی، در یک خانواده توتسی، در شرق بوروندی، یکی از فقیرترین مناطق این کشور به دنیا آمد. او معلم یک مدرسه متوسطه محلی بود، اما به دلیل اعتراضش به تبعیض بین هوتو و توتسی اخراج شد. او سپس به عنوان منشی یک اسقف کاتولیک در رویگی مشغول به کار شد. علیرغم تنش‌های فزاینده، بارانکیتسه رؤیای هماهنگی قومیتی خود را با پذیرفتن هفت فرزند به اجرا درآورد: چهار هوتو و سه توتسی. با تشدید خشونت بین دو قبیله، که پس از ترور اولین رئیس‌جمهور بوروندی که به صورت دموکراتیک انتخاب شده بود، بالا گرفت، گروهی از توتسی‌های مسلح در ۲۳ اکتبر ۱۹۹۳ به رویگی رفتند تا خانواده‌های هوتو را که در خانه اسقف پنهان شده بودند، بکشند. بارانکیتسه موفق شده بود بسیاری از کودکان را پنهان کند اما توسط مهاجمین دستگیر شد. آنها او را مورد ضرب و شتم و تحقیر قرار دادند و او را مجبور کردند که کشتار ۷۲ هوتو را تماشا کند، اما او حاضر نشد به آنها بگوید که بچه‌ها کجا پنهان شده‌اند.
در نهایت، او تنها به دلیل توتسی بودنش در امان ماند. پس از این موضوع، بارانکیتسه کودکان و یتیم‌هایی را که به فرزندی خود گرفته بود جمع کرد و در مدرسه‌ای نزدیک پنهان کرد. اما کودکان بیشتر و بیشتری به دنبال سرپناهی به او روی آوردند. او تصمیم گرفت یک سازمان غیردولتی کوچک ایجاد کند و آنرا Maison Shalom، خانه صلح نامید. خانه او به روی کودکان از هر قومیتی باز بود: توتسی، هوتو و توا. او آنها را "بچه‌های هوتسیتوا ی من " می‌نامد، و آنها او را اوما (که در آلمانی به معنای «مادربزرگ» است) می‌نامند. در سال‌های بعد، مزون شالوم در روییگی یکی از معدود مکان‌هایی در بوروندی بود که در آن هوتوها و توتسی‌ها در مسالمت با هم زندگی می‌کردند.
بعد از وقایع سال ۱۹۹۳ تاکنون، بیش از ۲۰۰۰۰ کودک و نوجوان از مزون شالوم بهره‌مند شده‌اند. قبل از بحران کنونی در بوروندی، این سازمان بیش از ۲۷۰ نفر، از جمله پرستاران، روان‌شناسان و مربیان را در استخدام داشت که پروژه‌های ویژه‌ای را برای کودکان اجرا می‌کردند.
در آوریل ۲۰۱۶، بارانکیتسه علیه سومین دوره ریاست جمهوری پیر انکورونزیزا برخاست و به تظاهرات جوانانی پیوست که او را محکوم کردند. در نتیجه، او مجبور شد یک ماه در سفارتی در بوجومبورا پنهان شود. و در نهایت، مجبور به فرار شد. دولت نام او را در فهرست مرگ قرار داده بود. بارانکیتسه خود را پناهنده یافت.

## مرکز نخبگان ماهاما در کمپ پناهندگان ماهاما

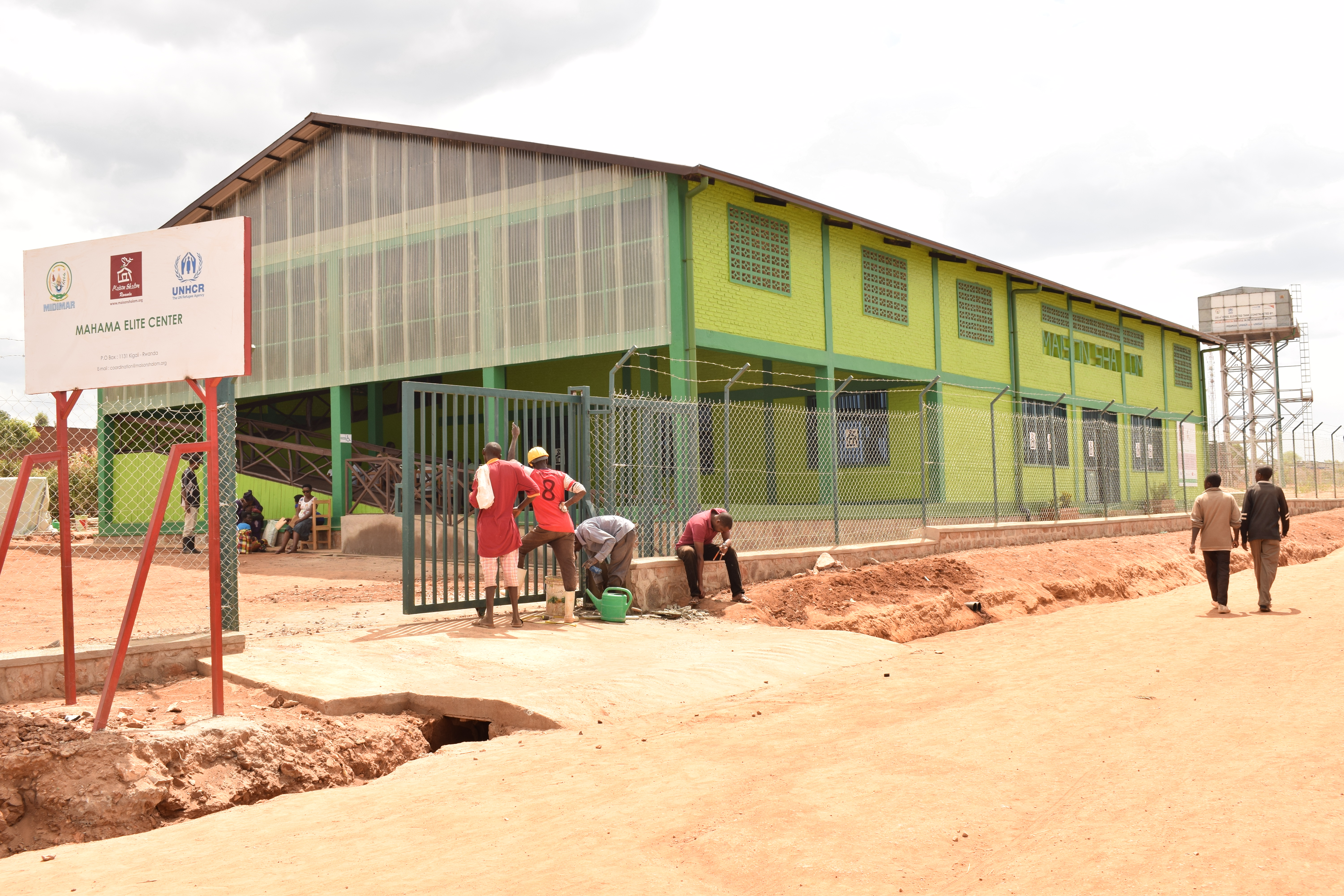

از سال ۲۰۱۵، بیش از ۴۳۰۰۰۰ بوروندی مجبور به فرار و پناه بردن به کشورهای همسایه مانند رواندا، تانزانیا، اوگاندا شده‌اند. در میان آنها، بیش از ۹۰۰۰۰ نفر در رواندا هستند که ۵۸۰۰۰ نفر از آنها در کمپ پناهندگان ماهاما زندگی می‌کنند. این کمپ به عنوان نمونه‌ای از مدیریت پناهندگان در منطقه شرق آفریقا محسوب می‌شود.
برای حمایت از پناهندگان ساکن آنجا، مزون شالوم مرکز نخبگان ماهاما را در ۲۲ ژوئن ۲۰۱۸ افتتاح کرد.

## جوایز و افتخارات
دامنه عمل او و این واقعیت که او از همه کودکان بدون در نظر گرفتن منشأ آنها، توتسی یا هوتو، محافظت می‌کند، ستایش از مگی را از گوشه و کنار جهان برانگیخت.
- ۱۹۹۸ جایزه حقوق بشر دولت فرانسه
- ۲۰۰۰ جایزه شمال- جنوب شورای اروپا
- ۲۰۰۰ جایزه شجاعت که توسط ماهنامه بین‌المللی آفریقا اعطا شد.[۱۳]
- ۲۰۰۴ جایزه پناهندگان نانسن